# Aeroflot-Flug F-637
Am 4. Dezember 1984 verunglückte auf dem Aeroflot-Flug F-637 ein Regionalverkehrsflugzeug des Typs Let L-410MA auf einem Flug von Kostroma nach Iwanowo. Bei dem Unfall kamen alle 10 Personen an Bord ums Leben.

## Maschine
Bei der betroffenen Maschine handelte es sich um eine Let L-410M aus tschechoslowakischer Produktion. Die Maschine trug die Werknummer 770706 und wurde am 17. Juni 1977 an die Aeroflot ausgeliefert. Die Let trug das Luftfahrzeugkennzeichen CCCP-67264. Die L-410 hatte sich in einer Ausschreibung des Rates für gegenseitige Wirtschaftshilfe (RGW) gegen die sowjetische Berijew Be-32 durchgesetzt und kam daher bei Fluggesellschaften aus fast allen Mitgliedsländern des RGW zum Einsatz. Das zweimotorige Regionalverkehrsflugzeug war mit zwei Turboprop-Triebwerken des Typs Walter M601 ausgestattet. Bis zum Zeitpunkt des Unfalls hatte die Maschine eine Betriebsleistung von 3534 Betriebsstunden absolviert, die auf 3007 Starts und Landungen entfielen.

## Passagiere und Besatzung
Es war eine zweiköpfige Besatzung an Bord, bestehend aus dem Flugkapitän Wiktor Igorewitsch Würtz und dem Ersten Offizier Nikolai Petrowitsch Sweginez. Flugbegleiter waren auf diesem Regionalflug nicht vorgesehen. An Bord befanden sich 8 Passagiere.

## Wetter
Am Unfalltag war der Himmel bedeckt mit Stratuswolken, die Wolkendecke befand sich in einer Höhe von 220 Metern, Wind von 280 ° 5 m / s bei Nieselregen und Dunst. Die Sichtweite lag bei 4 Kilometern.

## Flugplan
Der Flugplan des Aeroflot-Fluges F-637 sah einen Start in Kostroma vor, der Flug sollte in Uljanowsk enden. Ein Zwischenstopp in Iwanowo war vorgesehen.

## Flugverlauf und Unfallhergang
Die Let startete um 08:08 Uhr zum ersten Flugabschnitt nach Iwanowo. Während die Maschine sich im Steigflug auf 1500 Meter befand, versagte der Künstliche Horizont. Da die Maschine zu diesem Zeitpunkt eine Wolkendecke durchflog, kam es bei den Piloten mangels optischer Referenzpunkte zu einer räumlichen Desorientierung. Die Maschine ging in einen Sinkflug über, bei dem sich der Rollwinkel kontinuierlich erhöhte. Auf einer Höhe von 500–600 Metern flog die Let aus der Wolkendecke heraus. Da ihnen nun der natürliche Horizont als optischer Referenzpunkt zur Orientierung zur Verfügung stand, konnten die Piloten die Kontrolle über die Let wiedererlangen. Während sie damit beschäftigt waren, die Maschine aus dem Sinkflug abzufangen, flogen sie erneut in eine Wolkendecke ein. Sie erlitten erneut eine räumliche Desorientierung und verloren die Kontrolle über die Maschine. Die Let streifte einige Bäume und stürzte um 08:13 Uhr in einem Waldstück bei dem Dorf Gridino, südöstlich von Kostroma zu Boden. Dabei kamen alle 10 Insassen ums Leben.

## Unfalluntersuchung
Die Unfalluntersuchung wurde dadurch erschwert, dass das Flugzeug weder über einen Flugdatenschreiber noch über einen Cockpit Voice Recorder verfügte. Nach dem Aufschlag war es nicht zu einem Brand gekommen, das Trümmerfeld erstreckte sich auf eine Fläche von 15 mal 195 Metern.
Bei der Unfalluntersuchung wurde festgestellt, dass die Maschine 1 Minute und 10 Sekunden nach dem Start in einer Höhe von 200 Metern in die Wolkendecke eingeflogen war. Die Piloten hätten daraufhin in den Instrumentenflug gewechselt. Der Steigflug sei zunächst nach Plan verlaufen. In 530 Metern Höhe hätten die Piloten mit der Flugsicherung noch einmal Kontakt aufgenommen und eine Kursänderung von 137 Grad auf 150 Grad nach Priwolsk gemeldet. Etwa zeitgleich sei es zur Notsituation gekommen. Nachdem die Piloten die Rechtskurve geflogen waren, nahm die Maschine einen immer größeren Rollwinkel nach links ein, der nach 20 Sekunden bei 55 Grad lag. Innerhalb der folgenden zwei Minuten wurde der Rollwinkel auf 20 bis 25 Grad reduziert. Kurz darauf erhöhte sich der Rollwinkel auf 73 Grad, wobei die Sinkgeschwindigkeit auf 50 Meter pro Sekunde stieg, bei einer angezeigten Fluggeschwindigkeit von 485 km/h, die damit über der zulässigen Höchstgeschwindigkeit der Maschine von 410 km/h lag. Mit zunehmender vertikaler Sinkgeschwindigkeit und zunehmendem Rollwinkel versuchte die Besatzung vergeblich, durch energische Ausschläge des Höhenruders ein weiteres Sinken der Maschine zu verhindern. Beim Austritt aus der Wolkendecke hatten die Piloten die Maschine energisch aus dem Sinkflug abgefangen, jedoch war es ihnen nicht gelungen, die Maschine weiterhin unterhalb der Wolkendecke zu fliegen.
Es konnte ermittelt werden, dass die Funktion der Künstlichen Horizonte versehentlich bei technischen Arbeiten an der Maschine am Boden deaktiviert worden war. Die gerichtsmedizinische Untersuchung der Körper der Piloten ergab zudem ein stressbedingtes Organversagen (Schockniere), welches sich nach Ansicht der Ermittler negativ auf die fliegerischen Fähigkeiten der Piloten ausgewirkt haben könnte.